# Паладихиопсис восточный
Паладихиопсис восточный — брюхоногий моллюск из семейства гидробииды. Включён в Красную книгу Краснодарского края. Статус — «Уязвимый» — 2.
Раковина — светлая, башневидная, маленькая, тонкостенная. Устье овально-треугольное, несколько суженное вверху. Размеры: высота раковины 2,25 мм; диаметр 1,1 мм; высота устья 0,8 мм; ширина устья 0,35 мм.
Эндемик Западного Кавказа. Обнаружен только в Красноалександровской пещере на реке Аше севернее посёлка Лазаревский. Обитает на каменистом грунте чистого проточного пещерного водоема.
Необходимо включение в перечень охраняемых объектов и мониторинг состояния популяции.